# Саманта (фильм)
«Саманта» (англ. Samantha) — кинофильм режиссёра Стефана Ла Рока. Премьерный показ состоялся на Бостонском кинофестивале 10 сентября 1991 года, в широкий прокат (в США) лента вышла 20 ноября 1992 года.

## Сюжет
Саманта — обычная девушка, живущая с родителями. Она играет на скрипке и уже раскрылась как прекрасный исполнитель. Но вот на своё 21-летие Саманта узнаёт шокирующую для неё правду: оказывается, что она приёмный ребёнок. Взволнованная и оскорбленная Саманта бросает музыку и вместе с Генри, своим другом детства, отправляется на поиски своих настоящих родителей. В концовке, после продолжительных поисков, она находит Нила и Шарлотту Отто. Хотя ей не удаётся добиться эмоционального контакта, девушка понимает откуда её дар: её биологические родители были профессиональными музыкантами.

## В ролях
- Марта Плимптон — Саманта
- Дермот Малруни — Генри
- Эктор Элисондо — Уолтер
- Роберт Пикардо — Нил Отто
- Меридит Баррел — Шарлотта Отто
- Айони Скай — Элейн
- Доди Гудмен — миссис Хиггинс